# Segunda batalla de Memphis
La Segunda batalla de Memphis fue un enfrentamiento bélico de la guerra civil estadounidense entre tropas federales y confederadas, tuvo lugar el 21 de agosto de 1864 en el condado de Shelby (Tennessee).

## Batalla
La acción tuvo lugar el 21 de agosto de 1864 a las 4 de la madrugada y consistió en una incursión por sorpresa de los confederados en la ciudad de Memphis, dirigida por el general de caballería Nathan Bedford Forrest, cuyo objetivo no era tomar la ciudad, sino capturar a tres generales de la Unión, entre ellos el general Cadwallader C. Washburn, liberar a los presos sudistas encarcelados en la prisión de Irving Block, y provocar la retirada de las fuerzas de la Unión del norte del Misisipi. Para que la  acción tuviera éxito era esencial el elemento sorpresa. Sin embargo, los confederados no pudieron capturar a los generales, el ataque a la prisión de Irving Block fracasó y la incursión tuvo que retirarse dos horas después de iniciada, logrando capturar numerosos prisioneros y abundantes suministros, entre ellos muchos caballos.